# Tirreno-Adriático de 2023
A 58.ª edição da competição ciclista Tirreno-Adriático foi uma corrida de ciclismo de estrada por etapas que se celebrou entre 6 e 12 de março de 2023 na Itália com início no município de Lido di Camaiore e final no município de San Benedetto do Tronto sobre um percurso de 1171,5 quilómetros.
A corrida fez parte do UCI WorldTour de 2023, calendário ciclístico de máximo nível mundial, sendo a sétima corrida de dito circuito e foi vencida pelo esloveno Primož Roglič do Jumbo-Visma. Completaram o pódio, como segundo e terceiro classificado respectivamente, o português João Almeida do UAE Emirates e o britânico Tao Geoghegan Hart do Ineos Grenadiers.

## Equipas participantes
Tomaram parte na corrida 25 equipas: 18 de categoria UCI WorldTeam e 7 de categoria UCI ProTeam. Formaram assim um pelotão de 174 ciclistas dos que acabaram 147. As equipas participantes foram:
| Equipes WorldTeam (18)- AG2R Citroën Team - Alpecin-Deceuninck - Astana Qazaqstan Team - Bahrain Victorious - Bora-Hansgrohe - Cofidis - EF Education-EasyPost - Groupama-FDJ - Ineos Grenadiers - Intermarché-Circus-Wanty - Jumbo-Visma - Movistar Team - Soudal Quick-Step - Arkéa-Samsic - Team Jayco AlUla - Team DSM - Trek-Segafredo - UAE Team Emirates Equipes ProTeam (7)- Eolo-Kometa - Green Project-Bardiani CSF-Faizanè - Israel-Premier Tech - Q36.5 Pro Cycling Team - Team Corratec - TotalEnergies - Tudor Pro Cycling Team |
| |

## Percurso
A Tirreno-Adriático dispôs de sete etapas divididas em duas etapas planas, três em media montanha, uma etapa de montanha, e finaliza com uma contrarrelógio individual para um percurso total de 1131,9 quilómetros.
| Etapa | Data    | Percurso                                            | type                      | Distância (km) | Elevação (m) | Vencedor         | Líder geral   |
| ----- | ------- | --------------------------------------------------- | ------------------------- | -------------- | ------------ | ---------------- | ------------- |
| 1     | 6 mar.  | Lido di Camaiore – Lido di Camaiore                 | contrarrelógio individual | 11,5           | 34 m         | Filippo Ganna    | Filippo Ganna |
| 2     | 7 mar.  | Camaiore – Follonica                                | etapa escarpada           | 210            | 2 601 m      | Fabio Jakobsen   | Filippo Ganna |
| 3     | 8 mar.  | Follonica – Foligno                                 | etapa escarpada           | 216            | 2 601 m      | Jasper Philipsen | Filippo Ganna |
| 4     | 9 mar.  | Greccio – Tortoreto                                 | média montanha            | 218            | 2 503 m      | Primož Roglič    | Lennard Kämna |
| 5     | 10 mar. | Morro d'Oro – Sassotetto                            | alta montanha             | 168            | 3 850 m      | Primož Roglič    | Primož Roglič |
| 6     | 11 mar. | Osimo Stazione – Osimo                              | etapa escarpada           | 193            | 3 610 m      | Primož Roglič    | Primož Roglič |
| 7     | 12 mar. | San Benedetto del Tronto – San Benedetto del Tronto | etapa plana               | 154            | 1 660 m      | Jasper Philipsen | Primož Roglič |

## Desenvolvimento da corrida

### 1.ª etapa
| Lido di Camaiore - Lido di Camaiore | contrarrelógio individual | (11,5 km) |

| \| Classificação por etapas \| Classificação por etapas \| Classificação por etapas \| Classificação por etapas \| Classificação por etapas \| \| Ciclista \| Ciclista \| Equipe \| Tempo \| \| \| ------------------------ \| ------------------------ \| ------------------------ \| ------------------------ \| ------------------------ \| \| 1. \| Filippo Ganna \| Ineos Grenadiers \| 12m28s \| \| \| 2. \| Lennard Kämna \| Bora-Hansgrohe \| + 28s \| \| \| 3. \| Magnus Sheffield \| Ineos Grenadiers \| + 31s \| \| \| 4. \| Michael Hepburn \| Team Jayco AlUla \| + 33s \| \| \| 5. \| Brandon McNulty \| UAE Team Emirates \| + 34s \| \| \| 6. \| Thymen Arensman \| Ineos Grenadiers \| + 39s \| \| \| 7. \| João Almeida \| UAE Team Emirates \| + 41s \| \| \| 8. \| Andreas Leknessund \| Team DSM \| + 41s \| \| \| 9. \| Casper Pedersen \| Soudal Quick-Step \| + 47s \| \| \| 10. \| Wilco Kelderman \| Jumbo-Visma \| + 48s \| \| |                    |                   |        |
| |                    |                   |        |
| Fonte: ProCyclingStats |                    |                   |        |
| Classificação por etapas |                    |                   |        |
| Ciclista | Ciclista           | Equipe            | Tempo  |
| 1. | Filippo Ganna      | Ineos Grenadiers  | 12m28s |
| 2. | Lennard Kämna      | Bora-Hansgrohe    | + 28s  |
| 3. | Magnus Sheffield   | Ineos Grenadiers  | + 31s  |
| 4. | Michael Hepburn    | Team Jayco AlUla  | + 33s  |
| 5. | Brandon McNulty    | UAE Team Emirates | + 34s  |
| 6. | Thymen Arensman    | Ineos Grenadiers  | + 39s  |
| 7. | João Almeida       | UAE Team Emirates | + 41s  |
| 8. | Andreas Leknessund | Team DSM          | + 41s  |
| 9. | Casper Pedersen    | Soudal Quick-Step | + 47s  |
| 10. | Wilco Kelderman    | Jumbo-Visma       | + 48s  |

| \| Classificação geral \| Classificação geral \| Classificação geral \| Classificação geral \| Classificação geral \| \| Ciclista \| Ciclista \| Equipe \| Tempo \| \| \| ------------------- \| ------------------- \| ------------------- \| ------------------- \| ------------------- \| \| 1. \| Filippo Ganna \| Ineos Grenadiers \| 12m28s \| \| \| 2. \| Lennard Kämna \| Bora-Hansgrohe \| + 28s \| \| \| 3. \| Magnus Sheffield \| Ineos Grenadiers \| + 31s \| \| \| 4. \| Michael Hepburn \| Team Jayco AlUla \| + 33s \| \| \| 5. \| Brandon McNulty \| UAE Team Emirates \| + 34s \| \| \| 6. \| Thymen Arensman \| Ineos Grenadiers \| + 39s \| \| \| 7. \| João Almeida \| UAE Team Emirates \| + 41s \| \| \| 8. \| Andreas Leknessund \| Team DSM \| + 41s \| \| \| 9. \| Casper Pedersen \| Soudal Quick-Step \| + 47s \| \| \| 10. \| Wilco Kelderman \| Jumbo-Visma \| + 47s \| \| |                    |                   |        |
| |                    |                   |        |
| Fonte: ProCyclingStats |                    |                   |        |
| Classificação geral |                    |                   |        |
| Ciclista | Ciclista           | Equipe            | Tempo  |
| 1. | Filippo Ganna      | Ineos Grenadiers  | 12m28s |
| 2. | Lennard Kämna      | Bora-Hansgrohe    | + 28s  |
| 3. | Magnus Sheffield   | Ineos Grenadiers  | + 31s  |
| 4. | Michael Hepburn    | Team Jayco AlUla  | + 33s  |
| 5. | Brandon McNulty    | UAE Team Emirates | + 34s  |
| 6. | Thymen Arensman    | Ineos Grenadiers  | + 39s  |
| 7. | João Almeida       | UAE Team Emirates | + 41s  |
| 8. | Andreas Leknessund | Team DSM          | + 41s  |
| 9. | Casper Pedersen    | Soudal Quick-Step | + 47s  |
| 10. | Wilco Kelderman    | Jumbo-Visma       | + 47s  |

### 2.ª etapa
| Camaiore - Follonica | etapa escarpada | (210 km) |

| \| Classificação por etapas \| Classificação por etapas \| Classificação por etapas \| Classificação por etapas \| Classificação por etapas \| \| Ciclista \| Ciclista \| Equipe \| Tempo \| \| \| ------------------------ \| ------------------------ \| ------------------------ \| ------------------------ \| ------------------------ \| \| 1. \| Fabio Jakobsen \| Soudal Quick-Step \| 5h06m33s \| \| \| 2. \| Jasper Philipsen \| Alpecin-Deceuninck \| + 0s \| \| \| 3. \| Fernando Gaviria \| Movistar Team \| + 0s \| \| \| 4. \| Biniam Girmay \| Intermarché-Circus-Wanty \| + 0s \| \| \| 5. \| Juan Sebastián Molano \| UAE Team Emirates \| + 0s \| \| \| 6. \| Phil Bauhaus \| Bahrain Victorious \| + 0s \| \| \| 7. \| Dylan Groenewegen \| Team Jayco AlUla \| + 0s \| \| \| 8. \| Simone Consonni \| Cofidis \| + 0s \| \| \| 9. \| Jordi Meeus \| Bora-Hansgrohe \| + 0s \| \| \| 10. \| Nacer Bouhanni \| Arkéa-Samsic \| + 0s \| \| |                       |                          |          |
| |                       |                          |          |
| Fonte: ProCyclingStats |                       |                          |          |
| Classificação por etapas |                       |                          |          |
| Ciclista | Ciclista              | Equipe                   | Tempo    |
| 1. | Fabio Jakobsen        | Soudal Quick-Step        | 5h06m33s |
| 2. | Jasper Philipsen      | Alpecin-Deceuninck       | + 0s     |
| 3. | Fernando Gaviria      | Movistar Team            | + 0s     |
| 4. | Biniam Girmay         | Intermarché-Circus-Wanty | + 0s     |
| 5. | Juan Sebastián Molano | UAE Team Emirates        | + 0s     |
| 6. | Phil Bauhaus          | Bahrain Victorious       | + 0s     |
| 7. | Dylan Groenewegen     | Team Jayco AlUla         | + 0s     |
| 8. | Simone Consonni       | Cofidis                  | + 0s     |
| 9. | Jordi Meeus           | Bora-Hansgrohe           | + 0s     |
| 10. | Nacer Bouhanni        | Arkéa-Samsic             | + 0s     |

| \| Classificação geral \| Classificação geral \| Classificação geral \| Classificação geral \| Classificação geral \| \| Ciclista \| Ciclista \| Equipe \| Tempo \| \| \| ------------------- \| ------------------- \| --------------------- \| ------------------- \| ------------------- \| \| 1. \| Filippo Ganna \| Ineos Grenadiers \| 5h19m01s \| \| \| 2. \| Lennard Kämna \| Bora-Hansgrohe \| + 28s \| \| \| 3. \| Magnus Sheffield \| Ineos Grenadiers \| + 31s \| \| \| 4. \| Brandon McNulty \| UAE Team Emirates \| + 34s \| \| \| 5. \| Thymen Arensman \| Ineos Grenadiers \| + 39s \| \| \| 6. \| João Almeida \| UAE Team Emirates \| + 41s \| \| \| 7. \| Andreas Leknessund \| Team DSM \| + 41s \| \| \| 8. \| Casper Pedersen \| Soudal Quick-Step \| + 47s \| \| \| 9. \| Wilco Kelderman \| Jumbo-Visma \| + 48s \| \| \| 10. \| Alexey Lutsenko \| Astana Qazaqstan Team \| + 48s \| \| |                    |                       |          |
| |                    |                       |          |
| Fonte: ProCyclingStats |                    |                       |          |
| Classificação geral |                    |                       |          |
| Ciclista | Ciclista           | Equipe                | Tempo    |
| 1. | Filippo Ganna      | Ineos Grenadiers      | 5h19m01s |
| 2. | Lennard Kämna      | Bora-Hansgrohe        | + 28s    |
| 3. | Magnus Sheffield   | Ineos Grenadiers      | + 31s    |
| 4. | Brandon McNulty    | UAE Team Emirates     | + 34s    |
| 5. | Thymen Arensman    | Ineos Grenadiers      | + 39s    |
| 6. | João Almeida       | UAE Team Emirates     | + 41s    |
| 7. | Andreas Leknessund | Team DSM              | + 41s    |
| 8. | Casper Pedersen    | Soudal Quick-Step     | + 47s    |
| 9. | Wilco Kelderman    | Jumbo-Visma           | + 48s    |
| 10. | Alexey Lutsenko    | Astana Qazaqstan Team | + 48s    |

### 3.ª etapa
| Follonica - Foligno | etapa escarpada | (216 km) |

| \| Classificação por etapas \| Classificação por etapas \| Classificação por etapas \| Classificação por etapas \| Classificação por etapas \| \| Ciclista \| Ciclista \| Equipe \| Tempo \| \| \| ------------------------ \| ------------------------ \| ------------------------ \| ------------------------ \| ------------------------ \| \| 1. \| Jasper Philipsen \| Alpecin-Deceuninck \| 49m08s \| \| \| 2. \| Phil Bauhaus \| Bahrain Victorious \| + 0s \| \| \| 3. \| Biniam Girmay \| Intermarché-Circus-Wanty \| + 0s \| \| \| 4. \| Matteo Moschetti \| Q36.5 Pro Cycling Team \| + 0s \| \| \| 5. \| Simone Consonni \| Cofidis \| + 0s \| \| \| 6. \| Wout van Aert \| Jumbo-Visma \| + 0s \| \| \| 7. \| Edward Theuns \| Trek-Segafredo \| + 0s \| \| \| 8. \| Dylan Groenewegen \| Team Jayco AlUla \| + 0s \| \| \| 9. \| Fabio Jakobsen \| Soudal Quick-Step \| + 0s \| \| \| 10. \| Jordi Meeus \| Bora-Hansgrohe \| + 0s \| \| |                   |                          |        |
| |                   |                          |        |
| Fonte: ProCyclingStats |                   |                          |        |
| Classificação por etapas |                   |                          |        |
| Ciclista | Ciclista          | Equipe                   | Tempo  |
| 1. | Jasper Philipsen  | Alpecin-Deceuninck       | 49m08s |
| 2. | Phil Bauhaus      | Bahrain Victorious       | + 0s   |
| 3. | Biniam Girmay     | Intermarché-Circus-Wanty | + 0s   |
| 4. | Matteo Moschetti  | Q36.5 Pro Cycling Team   | + 0s   |
| 5. | Simone Consonni   | Cofidis                  | + 0s   |
| 6. | Wout van Aert     | Jumbo-Visma              | + 0s   |
| 7. | Edward Theuns     | Trek-Segafredo           | + 0s   |
| 8. | Dylan Groenewegen | Team Jayco AlUla         | + 0s   |
| 9. | Fabio Jakobsen    | Soudal Quick-Step        | + 0s   |
| 10. | Jordi Meeus       | Bora-Hansgrohe           | + 0s   |

| \| Classificação geral \| Classificação geral \| Classificação geral \| Classificação geral \| Classificação geral \| \| Ciclista \| Ciclista \| Equipe \| Tempo \| \| \| ------------------- \| ------------------- \| --------------------- \| ------------------- \| ------------------- \| \| 1. \| Filippo Ganna \| Ineos Grenadiers \| 10h38m09s \| \| \| 2. \| Lennard Kämna \| Bora-Hansgrohe \| + 28s \| \| \| 3. \| Magnus Sheffield \| Ineos Grenadiers \| + 30s \| \| \| 4. \| Brandon McNulty \| UAE Team Emirates \| + 34s \| \| \| 5. \| Thymen Arensman \| Ineos Grenadiers \| + 39s \| \| \| 6. \| João Almeida \| UAE Team Emirates \| + 41s \| \| \| 7. \| Andreas Leknessund \| Team DSM \| + 41s \| \| \| 8. \| Casper Pedersen \| Soudal Quick-Step \| + 47s \| \| \| 9. \| Wilco Kelderman \| Jumbo-Visma \| + 48s \| \| \| 10. \| Alexey Lutsenko \| Astana Qazaqstan Team \| + 48s \| \| |                    |                       |           |
| |                    |                       |           |
| Fonte: ProCyclingStats |                    |                       |           |
| Classificação geral |                    |                       |           |
| Ciclista | Ciclista           | Equipe                | Tempo     |
| 1. | Filippo Ganna      | Ineos Grenadiers      | 10h38m09s |
| 2. | Lennard Kämna      | Bora-Hansgrohe        | + 28s     |
| 3. | Magnus Sheffield   | Ineos Grenadiers      | + 30s     |
| 4. | Brandon McNulty    | UAE Team Emirates     | + 34s     |
| 5. | Thymen Arensman    | Ineos Grenadiers      | + 39s     |
| 6. | João Almeida       | UAE Team Emirates     | + 41s     |
| 7. | Andreas Leknessund | Team DSM              | + 41s     |
| 8. | Casper Pedersen    | Soudal Quick-Step     | + 47s     |
| 9. | Wilco Kelderman    | Jumbo-Visma           | + 48s     |
| 10. | Alexey Lutsenko    | Astana Qazaqstan Team | + 48s     |

### 4.ª etapa
| Greccio - Tortoreto | média montanha | (218 km) |

| \| Classificação por etapas \| Classificação por etapas \| Classificação por etapas \| Classificação por etapas \| Classificação por etapas \| \| Ciclista \| Ciclista \| Equipe \| Tempo \| \| \| ------------------------ \| ------------------------ \| ------------------------ \| ------------------------ \| ------------------------ \| \| 1. \| Primož Roglič \| Jumbo-Visma \| 5h00m04s \| \| \| 2. \| Julian Alaphilippe \| Soudal Quick-Step \| + 0s \| \| \| 3. \| Adam Yates \| UAE Team Emirates \| + 0s \| \| \| 4. \| Wilco Kelderman \| Jumbo-Visma \| + 0s \| \| \| 5. \| Tao Geoghegan Hart \| Ineos Grenadiers \| + 0s \| \| \| 6. \| Enric Mas \| Movistar Team \| + 0s \| \| \| 7. \| Victor Lafay \| Cofidis \| + 0s \| \| \| 8. \| João Almeida \| UAE Team Emirates \| + 0s \| \| \| 9. \| Aleksandr Vlasov \| Bora-Hansgrohe \| + 0s \| \| \| 10. \| Hugh Carthy \| EF Education-EasyPost \| + 0s \| \| |                    |                       |          |
| |                    |                       |          |
| Fonte: ProCyclingStats |                    |                       |          |
| Classificação por etapas |                    |                       |          |
| Ciclista | Ciclista           | Equipe                | Tempo    |
| 1. | Primož Roglič      | Jumbo-Visma           | 5h00m04s |
| 2. | Julian Alaphilippe | Soudal Quick-Step     | + 0s     |
| 3. | Adam Yates         | UAE Team Emirates     | + 0s     |
| 4. | Wilco Kelderman    | Jumbo-Visma           | + 0s     |
| 5. | Tao Geoghegan Hart | Ineos Grenadiers      | + 0s     |
| 6. | Enric Mas          | Movistar Team         | + 0s     |
| 7. | Victor Lafay       | Cofidis               | + 0s     |
| 8. | João Almeida       | UAE Team Emirates     | + 0s     |
| 9. | Aleksandr Vlasov   | Bora-Hansgrohe        | + 0s     |
| 10. | Hugh Carthy        | EF Education-EasyPost | + 0s     |

| \| Classificação geral \| Classificação geral \| Classificação geral \| Classificação geral \| Classificação geral \| \| Ciclista \| Ciclista \| Equipe \| Tempo \| \| \| ------------------- \| ------------------- \| ------------------- \| ------------------- \| ------------------- \| \| 1. \| Lennard Kämna \| Bora-Hansgrohe \| 15h38m46s \| \| \| 2. \| Primož Roglič \| Jumbo-Visma \| + 6s \| \| \| 3. \| João Almeida \| UAE Team Emirates \| + 8s \| \| \| 4. \| Brandon McNulty \| UAE Team Emirates \| + 13s \| \| \| 5. \| Wilco Kelderman \| Jumbo-Visma \| + 15s \| \| \| 6. \| Aleksandr Vlasov \| Bora-Hansgrohe \| + 17s \| \| \| 7. \| Jai Hindley \| Bora-Hansgrohe \| + 18s \| \| \| 8. \| Tao Geoghegan Hart \| Ineos Grenadiers \| + 19s \| \| \| 9. \| Giulio Ciccone \| Trek-Segafredo \| + 26s \| \| \| 10. \| Enric Mas \| Movistar Team \| + 27s \| \| |                    |                   |           |
| |                    |                   |           |
| Fonte: ProCyclingStats |                    |                   |           |
| Classificação geral |                    |                   |           |
| Ciclista | Ciclista           | Equipe            | Tempo     |
| 1. | Lennard Kämna      | Bora-Hansgrohe    | 15h38m46s |
| 2. | Primož Roglič      | Jumbo-Visma       | + 6s      |
| 3. | João Almeida       | UAE Team Emirates | + 8s      |
| 4. | Brandon McNulty    | UAE Team Emirates | + 13s     |
| 5. | Wilco Kelderman    | Jumbo-Visma       | + 15s     |
| 6. | Aleksandr Vlasov   | Bora-Hansgrohe    | + 17s     |
| 7. | Jai Hindley        | Bora-Hansgrohe    | + 18s     |
| 8. | Tao Geoghegan Hart | Ineos Grenadiers  | + 19s     |
| 9. | Giulio Ciccone     | Trek-Segafredo    | + 26s     |
| 10. | Enric Mas          | Movistar Team     | + 27s     |

### 5.ª etapa
| Morro d'Oro - Sassotetto | alta montanha | (168 km) |

| \| Classificação por etapas \| Classificação por etapas \| Classificação por etapas \| Classificação por etapas \| Classificação por etapas \| \| Ciclista \| Ciclista \| Equipe \| Tempo \| \| \| ------------------------ \| ------------------------ \| ------------------------ \| ------------------------ \| ------------------------ \| \| 1. \| Primož Roglič \| Jumbo-Visma \| 4h38m32s \| \| \| 2. \| Giulio Ciccone \| Trek-Segafredo \| + 0s \| \| \| 3. \| Tao Geoghegan Hart \| Ineos Grenadiers \| + 0s \| \| \| 4. \| Jai Hindley \| Bora-Hansgrohe \| + 0s \| \| \| 5. \| Lennard Kämna \| Bora-Hansgrohe \| + 0s \| \| \| 6. \| Aleksandr Vlasov \| Bora-Hansgrohe \| + 0s \| \| \| 7. \| Mikel Landa \| Bahrain Victorious \| + 0s \| \| \| 8. \| João Almeida \| UAE Team Emirates \| + 0s \| \| \| 9. \| Damiano Caruso \| Bahrain Victorious \| + 0s \| \| \| 10. \| Brandon McNulty \| UAE Team Emirates \| + 0s \| \| |                    |                    |          |
| |                    |                    |          |
| Fonte: ProCyclingStats |                    |                    |          |
| Classificação por etapas |                    |                    |          |
| Ciclista | Ciclista           | Equipe             | Tempo    |
| 1. | Primož Roglič      | Jumbo-Visma        | 4h38m32s |
| 2. | Giulio Ciccone     | Trek-Segafredo     | + 0s     |
| 3. | Tao Geoghegan Hart | Ineos Grenadiers   | + 0s     |
| 4. | Jai Hindley        | Bora-Hansgrohe     | + 0s     |
| 5. | Lennard Kämna      | Bora-Hansgrohe     | + 0s     |
| 6. | Aleksandr Vlasov   | Bora-Hansgrohe     | + 0s     |
| 7. | Mikel Landa        | Bahrain Victorious | + 0s     |
| 8. | João Almeida       | UAE Team Emirates  | + 0s     |
| 9. | Damiano Caruso     | Bahrain Victorious | + 0s     |
| 10. | Brandon McNulty    | UAE Team Emirates  | + 0s     |

| \| Classificação geral \| Classificação geral \| Classificação geral \| Classificação geral \| Classificação geral \| \| Ciclista \| Ciclista \| Equipe \| Tempo \| \| \| ------------------- \| ------------------- \| ------------------- \| ------------------- \| ------------------- \| \| 1. \| Primož Roglič \| Jumbo-Visma \| 20h17m14s \| \| \| 2. \| Lennard Kämna \| Bora-Hansgrohe \| + 4s \| \| \| 3. \| João Almeida \| UAE Team Emirates \| + 12s \| \| \| 4. \| Brandon McNulty \| UAE Team Emirates \| + 17s \| \| \| 5. \| Wilco Kelderman \| Jumbo-Visma \| + 19s \| \| \| 6. \| Tao Geoghegan Hart \| Ineos Grenadiers \| + 19s \| \| \| 7. \| Aleksandr Vlasov \| Bora-Hansgrohe \| + 21s \| \| \| 8. \| Jai Hindley \| Bora-Hansgrohe \| + 22s \| \| \| 9. \| Giulio Ciccone \| Trek-Segafredo \| + 24s \| \| \| 10. \| Enric Mas \| Movistar Team \| + 31s \| \| |                    |                   |           |
| |                    |                   |           |
| Fonte: ProCyclingStats |                    |                   |           |
| Classificação geral |                    |                   |           |
| Ciclista | Ciclista           | Equipe            | Tempo     |
| 1. | Primož Roglič      | Jumbo-Visma       | 20h17m14s |
| 2. | Lennard Kämna      | Bora-Hansgrohe    | + 4s      |
| 3. | João Almeida       | UAE Team Emirates | + 12s     |
| 4. | Brandon McNulty    | UAE Team Emirates | + 17s     |
| 5. | Wilco Kelderman    | Jumbo-Visma       | + 19s     |
| 6. | Tao Geoghegan Hart | Ineos Grenadiers  | + 19s     |
| 7. | Aleksandr Vlasov   | Bora-Hansgrohe    | + 21s     |
| 8. | Jai Hindley        | Bora-Hansgrohe    | + 22s     |
| 9. | Giulio Ciccone     | Trek-Segafredo    | + 24s     |
| 10. | Enric Mas          | Movistar Team     | + 31s     |

### 6.ª etapa
| Osimo Stazione - Osimo | etapa escarpada | (193 km) |

| \| Classificação por etapas \| Classificação por etapas \| Classificação por etapas \| Classificação por etapas \| Classificação por etapas \| \| Ciclista \| Ciclista \| Equipe \| Tempo \| \| \| ------------------------ \| ------------------------ \| ------------------------ \| ------------------------ \| ------------------------ \| \| 1. \| Primož Roglič \| Jumbo-Visma \| 4h49m17s \| \| \| 2. \| Tao Geoghegan Hart \| Ineos Grenadiers \| + 0s \| \| \| 3. \| João Almeida \| UAE Team Emirates \| + 0s \| \| \| 4. \| Enric Mas \| Movistar Team \| + 0s \| \| \| 5. \| Mikel Landa \| Bahrain Victorious \| + 0s \| \| \| 6. \| Giulio Ciccone \| Trek-Segafredo \| + 3s \| \| \| 7. \| Hugh Carthy \| EF Education-EasyPost \| + 9s \| \| \| 8. \| Michael Woods \| Israel-Premier Tech \| + 9s \| \| \| 9. \| Thomas Pidcock \| Ineos Grenadiers \| + 20s \| \| \| 10. \| Wout van Aert \| Jumbo-Visma \| + 20s \| \| |                    |                       |          |
| |                    |                       |          |
| Fonte: ProCyclingStats |                    |                       |          |
| Classificação por etapas |                    |                       |          |
| Ciclista | Ciclista           | Equipe                | Tempo    |
| 1. | Primož Roglič      | Jumbo-Visma           | 4h49m17s |
| 2. | Tao Geoghegan Hart | Ineos Grenadiers      | + 0s     |
| 3. | João Almeida       | UAE Team Emirates     | + 0s     |
| 4. | Enric Mas          | Movistar Team         | + 0s     |
| 5. | Mikel Landa        | Bahrain Victorious    | + 0s     |
| 6. | Giulio Ciccone     | Trek-Segafredo        | + 3s     |
| 7. | Hugh Carthy        | EF Education-EasyPost | + 9s     |
| 8. | Michael Woods      | Israel-Premier Tech   | + 9s     |
| 9. | Thomas Pidcock     | Ineos Grenadiers      | + 20s    |
| 10. | Wout van Aert      | Jumbo-Visma           | + 20s    |

| \| Classificação geral \| Classificação geral \| Classificação geral \| Classificação geral \| Classificação geral \| \| Ciclista \| Ciclista \| Equipe \| Tempo \| \| \| ------------------- \| ------------------- \| --------------------- \| ------------------- \| ------------------- \| \| 1. \| Primož Roglič \| Jumbo-Visma \| 25h06m21s \| \| \| 2. \| João Almeida \| UAE Team Emirates \| + 18s \| \| \| 3. \| Tao Geoghegan Hart \| Ineos Grenadiers \| + 23s \| \| \| 4. \| Lennard Kämna \| Bora-Hansgrohe \| + 34s \| \| \| 5. \| Giulio Ciccone \| Trek-Segafredo \| + 37s \| \| \| 6. \| Enric Mas \| Movistar Team \| + 41s \| \| \| 7. \| Mikel Landa \| Bahrain Victorious \| + 56s \| \| \| 8. \| Hugh Carthy \| EF Education-EasyPost \| + 57s \| \| \| 9. \| Aleksandr Vlasov \| Bora-Hansgrohe \| + 1m10s \| \| \| 10. \| Thibaut Pinot \| Groupama-FDJ \| + 1m11s \| \| |                    |                       |           |
| |                    |                       |           |
| Fonte: ProCyclingStats |                    |                       |           |
| Classificação geral |                    |                       |           |
| Ciclista | Ciclista           | Equipe                | Tempo     |
| 1. | Primož Roglič      | Jumbo-Visma           | 25h06m21s |
| 2. | João Almeida       | UAE Team Emirates     | + 18s     |
| 3. | Tao Geoghegan Hart | Ineos Grenadiers      | + 23s     |
| 4. | Lennard Kämna      | Bora-Hansgrohe        | + 34s     |
| 5. | Giulio Ciccone     | Trek-Segafredo        | + 37s     |
| 6. | Enric Mas          | Movistar Team         | + 41s     |
| 7. | Mikel Landa        | Bahrain Victorious    | + 56s     |
| 8. | Hugh Carthy        | EF Education-EasyPost | + 57s     |
| 9. | Aleksandr Vlasov   | Bora-Hansgrohe        | + 1m10s   |
| 10. | Thibaut Pinot      | Groupama-FDJ          | + 1m11s   |

### 7.ª etapa
| San Benedetto del Tronto - San Benedetto del Tronto | etapa plana | (154 km) |

| \| Classificação por etapas \| Classificação por etapas \| Classificação por etapas \| Classificação por etapas \| Classificação por etapas \| \| Ciclista \| Ciclista \| Equipe \| Tempo \| \| \| ------------------------ \| ------------------------ \| ---------------------------------- \| ------------------------ \| ------------------------ \| \| 1. \| Jasper Philipsen \| Alpecin-Deceuninck \| 3h32m36s \| \| \| 2. \| Dylan Groenewegen \| Team Jayco AlUla \| + 0s \| \| \| 3. \| Alberto Dainese \| Team DSM \| + 0s \| \| \| 4. \| Phil Bauhaus \| Bahrain Victorious \| + 0s \| \| \| 5. \| Simone Consonni \| Cofidis \| + 0s \| \| \| 6. \| Giacomo Nizzolo \| Israel-Premier Tech \| + 0s \| \| \| 7. \| Jordi Meeus \| Bora-Hansgrohe \| + 0s \| \| \| 8. \| Clément Russo \| Arkéa-Samsic \| + 0s \| \| \| 9. \| Luca Colnaghi \| Green Project-Bardiani CSF-Faizanè \| + 0s \| \| \| 10. \| Fernando Gaviria \| Movistar Team \| + 0s \| \| |                   |                                    |          |
| |                   |                                    |          |
| Fonte: ProCyclingStats |                   |                                    |          |
| Classificação por etapas |                   |                                    |          |
| Ciclista | Ciclista          | Equipe                             | Tempo    |
| 1. | Jasper Philipsen  | Alpecin-Deceuninck                 | 3h32m36s |
| 2. | Dylan Groenewegen | Team Jayco AlUla                   | + 0s     |
| 3. | Alberto Dainese   | Team DSM                           | + 0s     |
| 4. | Phil Bauhaus      | Bahrain Victorious                 | + 0s     |
| 5. | Simone Consonni   | Cofidis                            | + 0s     |
| 6. | Giacomo Nizzolo   | Israel-Premier Tech                | + 0s     |
| 7. | Jordi Meeus       | Bora-Hansgrohe                     | + 0s     |
| 8. | Clément Russo     | Arkéa-Samsic                       | + 0s     |
| 9. | Luca Colnaghi     | Green Project-Bardiani CSF-Faizanè | + 0s     |
| 10. | Fernando Gaviria  | Movistar Team                      | + 0s     |

## Classificações finais
- As classificações finalizaram da seguinte forma[4]:

### Classificação geral
| \| Classificação geral \| Classificação geral \| Classificação geral \| Classificação geral \| Classificação geral \| \| Ciclista \| Ciclista \| Equipe \| Tempo \| \| \| ------------------- \| ------------------- \| --------------------- \| ------------------- \| ------------------- \| \| 1. \| Primož Roglič \| Jumbo-Visma \| 28h38m57s \| \| \| 2. \| João Almeida \| UAE Team Emirates \| + 18s \| \| \| 3. \| Tao Geoghegan Hart \| Ineos Grenadiers \| + 23s \| \| \| 4. \| Lennard Kämna \| Bora-Hansgrohe \| + 34s \| \| \| 5. \| Giulio Ciccone \| Trek-Segafredo \| + 37s \| \| \| 6. \| Enric Mas \| Movistar Team \| + 41s \| \| \| 7. \| Mikel Landa \| Bahrain Victorious \| + 56s \| \| \| 8. \| Hugh Carthy \| EF Education-EasyPost \| + 57s \| \| \| 9. \| Aleksandr Vlasov \| Bora-Hansgrohe \| + 1m10s \| \| \| 10. \| Thibaut Pinot \| Groupama-FDJ \| + 1m11s \| \| |                    |                       |           |
| |                    |                       |           |
| Fonte: ProCyclingStats |                    |                       |           |
| Classificação geral |                    |                       |           |
| Ciclista | Ciclista           | Equipe                | Tempo     |
| 1. | Primož Roglič      | Jumbo-Visma           | 28h38m57s |
| 2. | João Almeida       | UAE Team Emirates     | + 18s     |
| 3. | Tao Geoghegan Hart | Ineos Grenadiers      | + 23s     |
| 4. | Lennard Kämna      | Bora-Hansgrohe        | + 34s     |
| 5. | Giulio Ciccone     | Trek-Segafredo        | + 37s     |
| 6. | Enric Mas          | Movistar Team         | + 41s     |
| 7. | Mikel Landa        | Bahrain Victorious    | + 56s     |
| 8. | Hugh Carthy        | EF Education-EasyPost | + 57s     |
| 9. | Aleksandr Vlasov   | Bora-Hansgrohe        | + 1m10s   |
| 10. | Thibaut Pinot      | Groupama-FDJ          | + 1m11s   |

### Classificação dos pontos
| Classificação por pontos | Classificação por pontos | Classificação por pontos | Classificação por pontos | Classificação por pontos |
| Ciclista                 | Ciclista                 | Equipe                   | Pontos                   |                          |
| ------------------------ | ------------------------ | ------------------------ | ------------------------ | ------------------------ |
| 1.                       | Primož Roglič            | Jumbo-Visma              | 36 pts                   |                          |
| 2.                       | Jasper Philipsen         | Alpecin-Deceuninck       | 34 pts                   |                          |
| 3.                       | Tao Geoghegan Hart       | Ineos Grenadiers         | 24 pts                   |                          |
| 4.                       | Phil Bauhaus             | Bahrain Victorious       | 22 pts                   |                          |
| 5.                       | João Almeida             | UAE Team Emirates        | 18 pts                   |                          |
| 6.                       | Dylan Groenewegen        | Team Jayco AlUla         | 17 pts                   |                          |
| 7.                       | Lennard Kämna            | Bora-Hansgrohe           | 16 pts                   |                          |
| 8.                       | Giulio Ciccone           | Trek-Segafredo           | 15 pts                   |                          |
| 9.                       | Biniam Girmay            | Intermarché-Circus-Wanty | 15 pts                   |                          |
| 10.                      | Simone Consonni          | Cofidis                  | 15 pts                   |                          |

### Classificação da montanha
| Classificação da montanha | Classificação da montanha | Classificação da montanha | Classificação da montanha | Classificação da montanha |
| Ciclista                  | Ciclista                  | Equipe                    | Pontos                    |                           |
| ------------------------- | ------------------------- | ------------------------- | ------------------------- | ------------------------- |
| 1.                        | Primož Roglič             | Jumbo-Visma               | 25 pts                    |                           |
| 2.                        | Davide Bais               | Eolo-Kometa               | 20 pts                    |                           |
| 3.                        | Giulio Ciccone            | Trek-Segafredo            | 18 pts                    |                           |
| 4.                        | Julian Alaphilippe        | Soudal Quick-Step         | 11 pts                    |                           |
| 5.                        | Tao Geoghegan Hart        | Ineos Grenadiers          | 11 pts                    |                           |
| 6.                        | Quinn Simmons             | Trek-Segafredo            | 9 pts                     |                           |
| 7.                        | Stefano Gandin            | Team Corratec             | 9 pts                     |                           |
| 8.                        | Jai Hindley               | Bora-Hansgrohe            | 7 pts                     |                           |
| 9.                        | Nikias Arndt              | Bahrain Victorious        | 6 pts                     |                           |
| 10.                       | Mattia Bais               | Eolo-Kometa               | 6 pts                     |                           |

### Classificação dos jovens
| Classificação dos jovens | Classificação dos jovens | Classificação dos jovens | Classificação dos jovens | Classificação dos jovens |
| Ciclista                 | Ciclista                 | Equipe                   | Tempo                    |                          |
| ------------------------ | ------------------------ | ------------------------ | ------------------------ | ------------------------ |
| 1.                       | João Almeida             | UAE Team Emirates        | 28h39m15s                |                          |
| 2.                       | Brandon McNulty          | UAE Team Emirates        | + 1m01s                  |                          |
| 3.                       | Félix Gall               | AG2R Citroën Team        | + 1m56s                  |                          |
| 4.                       | Andreas Leknessund       | Team DSM                 | + 2m08s                  |                          |
| 5.                       | Thymen Arensman          | Ineos Grenadiers         | + 4m09s                  |                          |
| 6.                       | Magnus Sheffield         | Ineos Grenadiers         | + 7m02s                  |                          |
| 7.                       | Santiago Buitrago        | Bahrain Victorious       | + 17m05s                 |                          |
| 8.                       | Attila Valter            | Jumbo-Visma              | + 17m08s                 |                          |
| 9.                       | Andrea Bagioli           | Soudal Quick-Step        | + 21m48s                 |                          |
| 10.                      | Mark Donovan             | Q36.5 Pro Cycling Team   | + 23m03s                 |                          |

### Classificação por equipas
| Classificação por equipes | Classificação por equipes | Classificação por equipes | Classificação por equipes |
| Equipe                    | Equipe                    | Tempo                     |                           |
| ------------------------- | ------------------------- | ------------------------- | ------------------------- |
| 1.                        | UAE Team Emirates         | 85h59m51s                 |                           |
| 2.                        | Bora-Hansgrohe            | + 29s                     |                           |
| 3.                        | Ineos Grenadiers          | + 5m03s                   |                           |
| 4.                        | Movistar Team             | + 9m26s                   |                           |
| 5.                        | Team DSM                  | + 11m11s                  |                           |
| 6.                        | Jumbo-Visma               | + 11m30s                  |                           |
| 7.                        | Arkéa-Samsic              | + 14m46s                  |                           |
| 8.                        | Bahrain Victorious        | + 15m04s                  |                           |
| 9.                        | Groupama-FDJ              | + 21m14s                  |                           |
| 10.                       | AG2R Citroën Team         | + 27m21s                  |                           |

## Evolução das classificações
| Etapa |                           | Vencedor _       | Classificação geral | Prêmio por pontos | Prêmio de montanha | Juventude        | Equipes           |
| ----- | ------------------------- | ---------------- | ------------------- | ----------------- | ------------------ | ---------------- | ----------------- |
| 1     | contrarrelógio individual | Filippo Ganna    | Filippo Ganna       | Filippo Ganna     | não atribuído      | Magnus Sheffield | Ineos Grenadiers  |
| 2     | etapa escarpada           | Fabio Jakobsen   | Filippo Ganna       | Filippo Ganna     | Stefano Gandin     | Magnus Sheffield | Ineos Grenadiers  |
| 3     | etapa escarpada           | Jasper Philipsen | Filippo Ganna       | Jasper Philipsen  | Davide Bais        | Magnus Sheffield | Ineos Grenadiers  |
| 4     | média montanha            | Primož Roglič    | Lennard Kämna       | Jasper Philipsen  | Davide Bais        | João Almeida     | Bora-Hansgrohe    |
| 5     | alta montanha             | Primož Roglič    | Primož Roglič       | Primož Roglič     | Primož Roglič      | João Almeida     | Bora-Hansgrohe    |
| 6     | etapa escarpada           | Primož Roglič    | Primož Roglič       | Primož Roglič     | Primož Roglič      | João Almeida     | UAE Team Emirates |
| 7     | etapa plana               | Jasper Philipsen | Primož Roglič       | Primož Roglič     | Primož Roglič      | João Almeida     | UAE Team Emirates |
| Final | Final                     |                  | Primož Roglič       | Primož Roglič     | Primož Roglič      | João Almeida     | UAE Team Emirates |

## Ciclistas participantes e posições finais
| Alpecin-Deceuninck ADC | Alpecin-Deceuninck ADC     | Alpecin-Deceuninck ADC |
| ---------------------- | -------------------------- | ---------------------- |
| Num                    | Ciclista                   | Pos                    |
| 1                      | Mathieu van der Poel (NED) | 49.                    |
| 2                      | Michael Gogl (AUT)         | NP-2                   |
| 3                      | Jasper Philipsen (BEL)     | 82.                    |
| 4                      | Oscar Riesebeek (NED)      | 143.                   |
| 5                      | Ramon Sinkeldam (NED)      | 126.                   |
| 6                      | Robert Stannard (AUS)      | 51.                    |
| 7                      | Gianni Vermeersch (BEL)    | 65.                    |

| AG2R Citroën Team ACT | AG2R Citroën Team ACT        | AG2R Citroën Team ACT |
| --------------------- | ---------------------------- | --------------------- |
| Num                   | Ciclista                     | Pos                   |
| 11                    | Ben O'Connor (AUS)           | 13.                   |
| 12                    | Benoît Cosnefroy (FRA)       | 96.                   |
| 13                    | Félix Gall (AUT)             | 16.                   |
| 14                    | Nans Peters (FRA)            | 85.                   |
| 15                    | Michael Schär (SUI)          | 50.                   |
| 16                    | Greg Van Avermaet (BEL)      | 61.                   |
| 17                    | Valentin Paret-Peintre (FRA) | DNF-3                 |

| Astana Qazaqstan Team AST | Astana Qazaqstan Team AST      | Astana Qazaqstan Team AST |
| ------------------------- | ------------------------------ | ------------------------- |
| Num                       | Ciclista                       | Pos                       |
| 21                        | Alexey Lutsenko (KAZ)          | NP-7                      |
| 22                        | Samuele Battistella (ITA)      | DNF-5                     |
| 23                        | Mark Cavendish (GBR) (estrada) | 121.                      |
| 24                        | Joe Dombrowski (USA)           | 108.                      |
| 25                        | Yevgeniy Fedorov (KAZ)         | 106.                      |
| 26                        | Gleb Syrica                    | 117.                      |
| 27                        | Leonardo Basso (ITA)           | 127.                      |

| Bahrain Victorious TBV | Bahrain Victorious TBV      | Bahrain Victorious TBV |
| ---------------------- | --------------------------- | ---------------------- |
| Num                    | Ciclista                    | Pos                    |
| 31                     | Mikel Landa (ESP)           | 7.                     |
| 32                     | Nikias Arndt (GER)          | 66.                    |
| 33                     | Phil Bauhaus (GER)          | 122.                   |
| 34                     | Santiago Buitrago (COL)     | 36.                    |
| 35                     | Damiano Caruso (ITA)        | 14.                    |
| 36                     | Fran Miholjević (CRO) (CRI) | 110.                   |
| 37                     | Andrea Pasqualon (ITA)      | 71.                    |

| Bora-Hansgrohe BOH | Bora-Hansgrohe BOH        | Bora-Hansgrohe BOH |
| ------------------ | ------------------------- | ------------------ |
| Num                | Ciclista                  | Pos                |
| 41                 | Jai Hindley (AUS)         | 15.                |
| 42                 | Cesare Benedetti (POL)    | DNF-6              |
| 43                 | Nico Denz (GER)           | 91.                |
| 44                 | Patrick Gamper (AUT)      | 141.               |
| 45                 | Lennard Kämna (GER) (CRI) | 4.                 |
| 46                 | Jordi Meeus (BEL)         | 120.               |
| 47                 | Aleksandr Vlasov          | 9.                 |

| Cofidis COF | Cofidis COF            | Cofidis COF |
| ----------- | ---------------------- | ----------- |
| Num         | Ciclista               | Pos         |
| 51          | Guillaume Martin (FRA) | 21.         |
| 52          | Davide Cimolai (ITA)   | 109.        |
| 53          | Simone Consonni (ITA)  | 94.         |
| 54          | Victor Lafay (FRA)     | DNF-6       |
| 55          | Anthony Perez (FRA)    | 68.         |
| 56          | Rémy Rochas (FRA)      | DNF-6       |
| 57          | Axel Zingle (FRA)      | 57.         |

| EF Education-EasyPost EFE | EF Education-EasyPost EFE    | EF Education-EasyPost EFE |
| ------------------------- | ---------------------------- | ------------------------- |
| Num                       | Ciclista                     | Pos                       |
| 61                        | Jonathan Caicedo (ECU) (CRI) | NP-5                      |
| 62                        | Andrey Amador (CRC)          | NP-2                      |
| 63                        | Hugh Carthy (GBR)            | 8.                        |
| 64                        | Mikkel Honoré (DEN)          | 38.                       |
| 65                        | Jens Keukeleire (BEL)        | 67.                       |
| 66                        | Sean Quinn (USA)             | DNF-6                     |
| 67                        | Julius van den Berg (NED)    | NP-5                      |

| Eolo-Kometa EOK | Eolo-Kometa EOK         | Eolo-Kometa EOK |
| --------------- | ----------------------- | --------------- |
| Num             | Ciclista                | Pos             |
| 71              | Lorenzo Fortunato (ITA) | 26.             |
| 72              | Davide Bais (ITA)       | 140.            |
| 73              | Mattia Bais (ITA)       | 136.            |
| 74              | Erik Fetter (HUN) (CRI) | 101.            |
| 75              | Francesco Gavazzi (ITA) | 80.             |
| 76              | Mirco Maestri (ITA)     | 114.            |
| 77              | Samuele Rivi (ITA)      | 145.            |

| Green Project-Bardiani CSF-Faizanè BCF | Green Project-Bardiani CSF-Faizanè BCF | Green Project-Bardiani CSF-Faizanè BCF |
| -------------------------------------- | -------------------------------------- | -------------------------------------- |
| Num                                    | Ciclista                               | Pos                                    |
| 81                                     | Alessandro Tonelli (ITA)               | 47.                                    |
| 82                                     | Luca Colnaghi (ITA)                    | 132.                                   |
| 83                                     | Riccardo Lucca (ITA)                   | 144.                                   |
| 84                                     | Filippo Magli (ITA)                    | 129.                                   |
| 85                                     | Alessandro Santaromita (ITA)           | 56.                                    |
| 86                                     | Manuele Tarozzi (ITA)                  | 142.                                   |
| 87                                     | Samuele Zoccarato (ITA)                | 59.                                    |

| Groupama-FDJ GFC | Groupama-FDJ GFC           | Groupama-FDJ GFC |
| ---------------- | -------------------------- | ---------------- |
| Num              | Ciclista                   | Pos              |
| 91               | Thibaut Pinot (FRA)        | 10.              |
| 92               | Bruno Armirail (FRA) (CRI) | 70.              |
| 93               | Olivier Le Gac (FRA)       | 74.              |
| 94               | Fabian Lienhard (SUI)      | 128.             |
| 95               | Valentin Madouas (FRA)     | 23.              |
| 96               | Quentin Pacher (FRA)       | 40.              |
| 97               | Jake Stewart (GBR)         | 92.              |

| Ineos Grenadiers IGD | Ineos Grenadiers IGD      | Ineos Grenadiers IGD |
| -------------------- | ------------------------- | -------------------- |
| Num                  | Ciclista                  | Pos                  |
| 101                  | Thymen Arensman (NED)     | 22.                  |
| 102                  | Laurens De Plus (BEL)     | DNF-6                |
| 103                  | Filippo Ganna (ITA) (CRI) | 76.                  |
| 104                  | Tao Geoghegan Hart (GBR)  | 3.                   |
| 105                  | Michał Kwiatkowski (POL)  | 90.                  |
| 106                  | Thomas Pidcock (GBR)      | DNF-7                |
| 107                  | Magnus Sheffield (USA)    | 28.                  |

| Intermarché-Circus-Wanty ICW | Intermarché-Circus-Wanty ICW | Intermarché-Circus-Wanty ICW |
| ---------------------------- | ---------------------------- | ---------------------------- |
| Num                          | Ciclista                     | Pos                          |
| 111                          | Biniam Girmay (ERI) (CRI)    | 81.                          |
| 112                          | Sven Erik Bystrøm (NOR)      | 62.                          |
| 113                          | Niccolò Bonifazio (ITA)      | 84.                          |
| 114                          | Lorenzo Rota (ITA)           | 25.                          |
| 115                          | Mike Teunissen (NED)         | 60.                          |
| 116                          | Loïc Vliegen (BEL)           | DNF-5                        |
| 117                          | Georg Zimmermann (GER)       | 48.                          |

| Israel-Premier Tech IPT | Israel-Premier Tech IPT    | Israel-Premier Tech IPT |
| ----------------------- | -------------------------- | ----------------------- |
| Num                     | Ciclista                   | Pos                     |
| 121                     | Michael Woods (CAN)        | 20.                     |
| 123                     | Derek Gee (CAN) (CRI)      | 41.                     |
| 124                     | Omer Goldstein (ISR) (CRI) | 95.                     |
| 125                     | Krists Neilands (LAT)      | 54.                     |
| 126                     | Giacomo Nizzolo (ITA)      | 111.                    |
| 127                     | Mads Würtz (DEN)           | 63.                     |

| Jumbo-Visma TJV | Jumbo-Visma TJV               | Jumbo-Visma TJV |
| --------------- | ----------------------------- | --------------- |
| Num             | Ciclista                      | Pos             |
| 131             | Primož Roglič (SLO)           | 1.              |
| 132             | Tiesj Benoot (BEL)            | 34.             |
| 133             | Koen Bouwman (NED)            | 55.             |
| 134             | Wilco Kelderman (NED)         | NP-7            |
| 135             | Attila Valter (HUN) (estrada) | 37.             |
| 136             | Wout van Aert (BEL)           | 53.             |
| 137             | Dylan van Baarle (NED)        | DNF-6           |

| Movistar Team MOV | Movistar Team MOV      | Movistar Team MOV |
| ----------------- | ---------------------- | ----------------- |
| Num               | Ciclista               | Pos               |
| 141               | Enric Mas (ESP)        | 6.                |
| 142               | Alex Aranburu (ESP)    | 45.               |
| 143               | Jorge Arcas (ESP)      | 75.               |
| 144               | Fernando Gaviria (COL) | 115.              |
| 145               | Nelson Oliveira (POR)  | 31.               |
| 146               | Albert Torres (ESP)    | 104.              |
| 147               | Carlos Verona (ESP)    | 29.               |

| Q36.5 Pro Cycling Team Q36 | Q36.5 Pro Cycling Team Q36 | Q36.5 Pro Cycling Team Q36 |
| -------------------------- | -------------------------- | -------------------------- |
| Num                        | Ciclista                   | Pos                        |
| 151                        | Gianluca Brambilla (ITA)   | 42.                        |
| 152                        | Negasi Abreha (ETH)        | 135.                       |
| 153                        | Jack Bauer (NZL)           | 77.                        |
| 154                        | Filippo Conca (ITA)        | DNF-5                      |
| 155                        | Mark Donovan (GBR)         | 46.                        |
| 156                        | Damien Howson (AUS)        | 17.                        |
| 157                        | Matteo Moschetti (ITA)     | 118.                       |

| Soudal Quick-Step SOQ | Soudal Quick-Step SOQ          | Soudal Quick-Step SOQ |
| --------------------- | ------------------------------ | --------------------- |
| Num                   | Ciclista                       | Pos                   |
| 161                   | Julian Alaphilippe (FRA)       | 30.                   |
| 162                   | Andrea Bagioli (ITA)           | 43.                   |
| 163                   | Davide Ballerini (ITA)         | 86.                   |
| 164                   | Dries Devenyns (BEL)           | 146.                  |
| 165                   | Fabio Jakobsen (NED) (estrada) | 125.                  |
| 166                   | Casper Pedersen (DEN)          | 79.                   |
| 167                   | Bert Van Lerberghe (BEL)       | 113.                  |

| Arkéa-Samsic ARK | Arkéa-Samsic ARK         | Arkéa-Samsic ARK |
| ---------------- | ------------------------ | ---------------- |
| Num              | Ciclista                 | Pos              |
| 171              | Warren Barguil (FRA)     | 24.              |
| 172              | Nacer Bouhanni (FRA)     | NP-5             |
| 173              | Donavan Grondin (FRA)    | 107.             |
| 174              | Simon Guglielmi (FRA)    | 27.              |
| 175              | Laurent Pichon (FRA)     | 78.              |
| 176              | Cristián Rodríguez (ESP) | 33.              |
| 177              | Clément Russo (FRA)      | 88.              |

| Team Corratec COR | Team Corratec COR        | Team Corratec COR |
| ----------------- | ------------------------ | ----------------- |
| Num               | Ciclista                 | Pos               |
| 181               | Valerio Conti (ITA)      | 123.              |
| 182               | Stefano Gandin (ITA)     | 137.              |
| 183               | Alessandro Iacchi (ITA)  | DNF-7             |
| 184               | Alexander Konychev (ITA) | 105.              |
| 185               | Jan Stöckli (SUI)        | 133.              |
| 186               | Germán Tivani (ARG)      | 100.              |
| 187               | Attilio Viviani (ITA)    | HD-1              |

| Team DSM DSM | Team DSM DSM                  | Team DSM DSM |
| ------------ | ----------------------------- | ------------ |
| Num          | Ciclista                      | Pos          |
| 191          | Andreas Leknessund (NOR)      | 18.          |
| 192          | Alberto Dainese (ITA)         | 131.         |
| 193          | Jonas Iversby Hvideberg (NOR) | DNF-6        |
| 194          | Marius Mayrhofer (GER)        | 89.          |
| 195          | Florian Stork (GER)           | 32.          |
| 196          | Henri Vandenabeele (BEL)      | 58.          |
| 197          | Harm Vanhoucke (BEL)          | 19.          |

| Team Jayco AlUla JAY | Team Jayco AlUla JAY       | Team Jayco AlUla JAY |
| -------------------- | -------------------------- | -------------------- |
| Num                  | Ciclista                   | Pos                  |
| 201                  | Dylan Groenewegen (NED)    | 116.                 |
| 202                  | Alessandro De Marchi (ITA) | 93.                  |
| 203                  | Michael Hepburn (AUS)      | 139.                 |
| 204                  | Jan Maas (NED)             | 134.                 |
| 205                  | Luka Mezgec (SLO)          | 119.                 |
| 206                  | Elmar Reinders (NED)       | 112.                 |
| 207                  | Zdeněk Štybar (CZE)        | 103.                 |

| TotalEnergies TEN | TotalEnergies TEN           | TotalEnergies TEN |
| ----------------- | --------------------------- | ----------------- |
| Num               | Ciclista                    | Pos               |
| 211               | Peter Sagan (SVK) (estrada) | 98.               |
| 212               | Maciej Bodnar (POL) (CRI)   | NP-6              |
| 213               | Mathieu Burgaudeau (FRA)    | DNF-6             |
| 214               | Steff Cras (BEL)            | NP-7              |
| 215               | Valentin Ferron (FRA)       | 69.               |
| 216               | Daniel Oss (ITA)            | 87.               |
| 217               | Julien Simon (FRA)          | NP-5              |

| Trek-Segafredo TFS | Trek-Segafredo TFS           | Trek-Segafredo TFS |
| ------------------ | ---------------------------- | ------------------ |
| Num                | Ciclista                     | Pos                |
| 221                | Giulio Ciccone (ITA)         | 5.                 |
| 222                | Dario Cataldo (ITA)          | 64.                |
| 223                | Amanuel Gebrezgabihier (ERI) | 138.               |
| 224                | Markus Hoelgaard (NOR)       | 83.                |
| 225                | Quinn Simmons (USA)          | 72.                |
| 226                | Toms Skujiņš (LAT) (CRI)     | 39.                |
| 227                | Edward Theuns (BEL)          | 99.                |

| Tudor Pro Cycling Team TUD | Tudor Pro Cycling Team TUD     | Tudor Pro Cycling Team TUD |
| -------------------------- | ------------------------------ | -------------------------- |
| Num                        | Ciclista                       | Pos                        |
| 231                        | Sébastien Reichenbach (SUI)    | DNF-7                      |
| 232                        | Tom Bohli (SUI)                | 130.                       |
| 233                        | Lucas Eriksson (SWE) (estrada) | 97.                        |
| 234                        | Arthur Kluckers (LUX)          | 73.                        |
| 235                        | Simon Pellaud (SUI)            | 147.                       |
| 236                        | Roland Thalmann (SUI)          | 102.                       |
| 237                        | Yannis Voisard (SUI)           | 52.                        |

| UAE Team Emirates UAD | UAE Team Emirates UAD        | UAE Team Emirates UAD |
| --------------------- | ---------------------------- | --------------------- |
| Num                   | Ciclista                     | Pos                   |
| 241                   | Adam Yates (GBR)             | 11.                   |
| 242                   | George Bennett (NZL)         | 44.                   |
| 243                   | Alessandro Covi (ITA)        | DNF-6                 |
| 244                   | Davide Formolo (ITA)         | 35.                   |
| 245                   | João Almeida (POR) (estrada) | 2.                    |
| 246                   | Brandon McNulty (USA)        | 12.                   |
| 247                   | Juan Sebastián Molano (COL)  | 124.                  |

| Alpecin-Deceuninck ADC | Alpecin-Deceuninck ADC     | Alpecin-Deceuninck ADC |
| ---------------------- | -------------------------- | ---------------------- |
| Num                    | Ciclista                   | Pos                    |
| 1                      | Mathieu van der Poel (NED) | 49.                    |
| 2                      | Michael Gogl (AUT)         | NP-2                   |
| 3                      | Jasper Philipsen (BEL)     | 82.                    |
| 4                      | Oscar Riesebeek (NED)      | 143.                   |
| 5                      | Ramon Sinkeldam (NED)      | 126.                   |
| 6                      | Robert Stannard (AUS)      | 51.                    |
| 7                      | Gianni Vermeersch (BEL)    | 65.                    |

| AG2R Citroën Team ACT | AG2R Citroën Team ACT        | AG2R Citroën Team ACT |
| --------------------- | ---------------------------- | --------------------- |
| Num                   | Ciclista                     | Pos                   |
| 11                    | Ben O'Connor (AUS)           | 13.                   |
| 12                    | Benoît Cosnefroy (FRA)       | 96.                   |
| 13                    | Félix Gall (AUT)             | 16.                   |
| 14                    | Nans Peters (FRA)            | 85.                   |
| 15                    | Michael Schär (SUI)          | 50.                   |
| 16                    | Greg Van Avermaet (BEL)      | 61.                   |
| 17                    | Valentin Paret-Peintre (FRA) | DNF-3                 |

| Astana Qazaqstan Team AST | Astana Qazaqstan Team AST      | Astana Qazaqstan Team AST |
| ------------------------- | ------------------------------ | ------------------------- |
| Num                       | Ciclista                       | Pos                       |
| 21                        | Alexey Lutsenko (KAZ)          | NP-7                      |
| 22                        | Samuele Battistella (ITA)      | DNF-5                     |
| 23                        | Mark Cavendish (GBR) (estrada) | 121.                      |
| 24                        | Joe Dombrowski (USA)           | 108.                      |
| 25                        | Yevgeniy Fedorov (KAZ)         | 106.                      |
| 26                        | Gleb Syrica                    | 117.                      |
| 27                        | Leonardo Basso (ITA)           | 127.                      |

| Bahrain Victorious TBV | Bahrain Victorious TBV      | Bahrain Victorious TBV |
| ---------------------- | --------------------------- | ---------------------- |
| Num                    | Ciclista                    | Pos                    |
| 31                     | Mikel Landa (ESP)           | 7.                     |
| 32                     | Nikias Arndt (GER)          | 66.                    |
| 33                     | Phil Bauhaus (GER)          | 122.                   |
| 34                     | Santiago Buitrago (COL)     | 36.                    |
| 35                     | Damiano Caruso (ITA)        | 14.                    |
| 36                     | Fran Miholjević (CRO) (CRI) | 110.                   |
| 37                     | Andrea Pasqualon (ITA)      | 71.                    |

| Bora-Hansgrohe BOH | Bora-Hansgrohe BOH        | Bora-Hansgrohe BOH |
| ------------------ | ------------------------- | ------------------ |
| Num                | Ciclista                  | Pos                |
| 41                 | Jai Hindley (AUS)         | 15.                |
| 42                 | Cesare Benedetti (POL)    | DNF-6              |
| 43                 | Nico Denz (GER)           | 91.                |
| 44                 | Patrick Gamper (AUT)      | 141.               |
| 45                 | Lennard Kämna (GER) (CRI) | 4.                 |
| 46                 | Jordi Meeus (BEL)         | 120.               |
| 47                 | Aleksandr Vlasov          | 9.                 |

| Cofidis COF | Cofidis COF            | Cofidis COF |
| ----------- | ---------------------- | ----------- |
| Num         | Ciclista               | Pos         |
| 51          | Guillaume Martin (FRA) | 21.         |
| 52          | Davide Cimolai (ITA)   | 109.        |
| 53          | Simone Consonni (ITA)  | 94.         |
| 54          | Victor Lafay (FRA)     | DNF-6       |
| 55          | Anthony Perez (FRA)    | 68.         |
| 56          | Rémy Rochas (FRA)      | DNF-6       |
| 57          | Axel Zingle (FRA)      | 57.         |

| EF Education-EasyPost EFE | EF Education-EasyPost EFE    | EF Education-EasyPost EFE |
| ------------------------- | ---------------------------- | ------------------------- |
| Num                       | Ciclista                     | Pos                       |
| 61                        | Jonathan Caicedo (ECU) (CRI) | NP-5                      |
| 62                        | Andrey Amador (CRC)          | NP-2                      |
| 63                        | Hugh Carthy (GBR)            | 8.                        |
| 64                        | Mikkel Honoré (DEN)          | 38.                       |
| 65                        | Jens Keukeleire (BEL)        | 67.                       |
| 66                        | Sean Quinn (USA)             | DNF-6                     |
| 67                        | Julius van den Berg (NED)    | NP-5                      |

| Eolo-Kometa EOK | Eolo-Kometa EOK         | Eolo-Kometa EOK |
| --------------- | ----------------------- | --------------- |
| Num             | Ciclista                | Pos             |
| 71              | Lorenzo Fortunato (ITA) | 26.             |
| 72              | Davide Bais (ITA)       | 140.            |
| 73              | Mattia Bais (ITA)       | 136.            |
| 74              | Erik Fetter (HUN) (CRI) | 101.            |
| 75              | Francesco Gavazzi (ITA) | 80.             |
| 76              | Mirco Maestri (ITA)     | 114.            |
| 77              | Samuele Rivi (ITA)      | 145.            |

| Green Project-Bardiani CSF-Faizanè BCF | Green Project-Bardiani CSF-Faizanè BCF | Green Project-Bardiani CSF-Faizanè BCF |
| -------------------------------------- | -------------------------------------- | -------------------------------------- |
| Num                                    | Ciclista                               | Pos                                    |
| 81                                     | Alessandro Tonelli (ITA)               | 47.                                    |
| 82                                     | Luca Colnaghi (ITA)                    | 132.                                   |
| 83                                     | Riccardo Lucca (ITA)                   | 144.                                   |
| 84                                     | Filippo Magli (ITA)                    | 129.                                   |
| 85                                     | Alessandro Santaromita (ITA)           | 56.                                    |
| 86                                     | Manuele Tarozzi (ITA)                  | 142.                                   |
| 87                                     | Samuele Zoccarato (ITA)                | 59.                                    |

| Groupama-FDJ GFC | Groupama-FDJ GFC           | Groupama-FDJ GFC |
| ---------------- | -------------------------- | ---------------- |
| Num              | Ciclista                   | Pos              |
| 91               | Thibaut Pinot (FRA)        | 10.              |
| 92               | Bruno Armirail (FRA) (CRI) | 70.              |
| 93               | Olivier Le Gac (FRA)       | 74.              |
| 94               | Fabian Lienhard (SUI)      | 128.             |
| 95               | Valentin Madouas (FRA)     | 23.              |
| 96               | Quentin Pacher (FRA)       | 40.              |
| 97               | Jake Stewart (GBR)         | 92.              |

| Ineos Grenadiers IGD | Ineos Grenadiers IGD      | Ineos Grenadiers IGD |
| -------------------- | ------------------------- | -------------------- |
| Num                  | Ciclista                  | Pos                  |
| 101                  | Thymen Arensman (NED)     | 22.                  |
| 102                  | Laurens De Plus (BEL)     | DNF-6                |
| 103                  | Filippo Ganna (ITA) (CRI) | 76.                  |
| 104                  | Tao Geoghegan Hart (GBR)  | 3.                   |
| 105                  | Michał Kwiatkowski (POL)  | 90.                  |
| 106                  | Thomas Pidcock (GBR)      | DNF-7                |
| 107                  | Magnus Sheffield (USA)    | 28.                  |

| Intermarché-Circus-Wanty ICW | Intermarché-Circus-Wanty ICW | Intermarché-Circus-Wanty ICW |
| ---------------------------- | ---------------------------- | ---------------------------- |
| Num                          | Ciclista                     | Pos                          |
| 111                          | Biniam Girmay (ERI) (CRI)    | 81.                          |
| 112                          | Sven Erik Bystrøm (NOR)      | 62.                          |
| 113                          | Niccolò Bonifazio (ITA)      | 84.                          |
| 114                          | Lorenzo Rota (ITA)           | 25.                          |
| 115                          | Mike Teunissen (NED)         | 60.                          |
| 116                          | Loïc Vliegen (BEL)           | DNF-5                        |
| 117                          | Georg Zimmermann (GER)       | 48.                          |

| Israel-Premier Tech IPT | Israel-Premier Tech IPT    | Israel-Premier Tech IPT |
| ----------------------- | -------------------------- | ----------------------- |
| Num                     | Ciclista                   | Pos                     |
| 121                     | Michael Woods (CAN)        | 20.                     |
| 123                     | Derek Gee (CAN) (CRI)      | 41.                     |
| 124                     | Omer Goldstein (ISR) (CRI) | 95.                     |
| 125                     | Krists Neilands (LAT)      | 54.                     |
| 126                     | Giacomo Nizzolo (ITA)      | 111.                    |
| 127                     | Mads Würtz (DEN)           | 63.                     |

| Jumbo-Visma TJV | Jumbo-Visma TJV               | Jumbo-Visma TJV |
| --------------- | ----------------------------- | --------------- |
| Num             | Ciclista                      | Pos             |
| 131             | Primož Roglič (SLO)           | 1.              |
| 132             | Tiesj Benoot (BEL)            | 34.             |
| 133             | Koen Bouwman (NED)            | 55.             |
| 134             | Wilco Kelderman (NED)         | NP-7            |
| 135             | Attila Valter (HUN) (estrada) | 37.             |
| 136             | Wout van Aert (BEL)           | 53.             |
| 137             | Dylan van Baarle (NED)        | DNF-6           |

| Movistar Team MOV | Movistar Team MOV      | Movistar Team MOV |
| ----------------- | ---------------------- | ----------------- |
| Num               | Ciclista               | Pos               |
| 141               | Enric Mas (ESP)        | 6.                |
| 142               | Alex Aranburu (ESP)    | 45.               |
| 143               | Jorge Arcas (ESP)      | 75.               |
| 144               | Fernando Gaviria (COL) | 115.              |
| 145               | Nelson Oliveira (POR)  | 31.               |
| 146               | Albert Torres (ESP)    | 104.              |
| 147               | Carlos Verona (ESP)    | 29.               |

| Q36.5 Pro Cycling Team Q36 | Q36.5 Pro Cycling Team Q36 | Q36.5 Pro Cycling Team Q36 |
| -------------------------- | -------------------------- | -------------------------- |
| Num                        | Ciclista                   | Pos                        |
| 151                        | Gianluca Brambilla (ITA)   | 42.                        |
| 152                        | Negasi Abreha (ETH)        | 135.                       |
| 153                        | Jack Bauer (NZL)           | 77.                        |
| 154                        | Filippo Conca (ITA)        | DNF-5                      |
| 155                        | Mark Donovan (GBR)         | 46.                        |
| 156                        | Damien Howson (AUS)        | 17.                        |
| 157                        | Matteo Moschetti (ITA)     | 118.                       |

| Soudal Quick-Step SOQ | Soudal Quick-Step SOQ          | Soudal Quick-Step SOQ |
| --------------------- | ------------------------------ | --------------------- |
| Num                   | Ciclista                       | Pos                   |
| 161                   | Julian Alaphilippe (FRA)       | 30.                   |
| 162                   | Andrea Bagioli (ITA)           | 43.                   |
| 163                   | Davide Ballerini (ITA)         | 86.                   |
| 164                   | Dries Devenyns (BEL)           | 146.                  |
| 165                   | Fabio Jakobsen (NED) (estrada) | 125.                  |
| 166                   | Casper Pedersen (DEN)          | 79.                   |
| 167                   | Bert Van Lerberghe (BEL)       | 113.                  |

| Arkéa-Samsic ARK | Arkéa-Samsic ARK         | Arkéa-Samsic ARK |
| ---------------- | ------------------------ | ---------------- |
| Num              | Ciclista                 | Pos              |
| 171              | Warren Barguil (FRA)     | 24.              |
| 172              | Nacer Bouhanni (FRA)     | NP-5             |
| 173              | Donavan Grondin (FRA)    | 107.             |
| 174              | Simon Guglielmi (FRA)    | 27.              |
| 175              | Laurent Pichon (FRA)     | 78.              |
| 176              | Cristián Rodríguez (ESP) | 33.              |
| 177              | Clément Russo (FRA)      | 88.              |

| Team Corratec COR | Team Corratec COR        | Team Corratec COR |
| ----------------- | ------------------------ | ----------------- |
| Num               | Ciclista                 | Pos               |
| 181               | Valerio Conti (ITA)      | 123.              |
| 182               | Stefano Gandin (ITA)     | 137.              |
| 183               | Alessandro Iacchi (ITA)  | DNF-7             |
| 184               | Alexander Konychev (ITA) | 105.              |
| 185               | Jan Stöckli (SUI)        | 133.              |
| 186               | Germán Tivani (ARG)      | 100.              |
| 187               | Attilio Viviani (ITA)    | HD-1              |

| Team DSM DSM | Team DSM DSM                  | Team DSM DSM |
| ------------ | ----------------------------- | ------------ |
| Num          | Ciclista                      | Pos          |
| 191          | Andreas Leknessund (NOR)      | 18.          |
| 192          | Alberto Dainese (ITA)         | 131.         |
| 193          | Jonas Iversby Hvideberg (NOR) | DNF-6        |
| 194          | Marius Mayrhofer (GER)        | 89.          |
| 195          | Florian Stork (GER)           | 32.          |
| 196          | Henri Vandenabeele (BEL)      | 58.          |
| 197          | Harm Vanhoucke (BEL)          | 19.          |

| Team Jayco AlUla JAY | Team Jayco AlUla JAY       | Team Jayco AlUla JAY |
| -------------------- | -------------------------- | -------------------- |
| Num                  | Ciclista                   | Pos                  |
| 201                  | Dylan Groenewegen (NED)    | 116.                 |
| 202                  | Alessandro De Marchi (ITA) | 93.                  |
| 203                  | Michael Hepburn (AUS)      | 139.                 |
| 204                  | Jan Maas (NED)             | 134.                 |
| 205                  | Luka Mezgec (SLO)          | 119.                 |
| 206                  | Elmar Reinders (NED)       | 112.                 |
| 207                  | Zdeněk Štybar (CZE)        | 103.                 |

| TotalEnergies TEN | TotalEnergies TEN           | TotalEnergies TEN |
| ----------------- | --------------------------- | ----------------- |
| Num               | Ciclista                    | Pos               |
| 211               | Peter Sagan (SVK) (estrada) | 98.               |
| 212               | Maciej Bodnar (POL) (CRI)   | NP-6              |
| 213               | Mathieu Burgaudeau (FRA)    | DNF-6             |
| 214               | Steff Cras (BEL)            | NP-7              |
| 215               | Valentin Ferron (FRA)       | 69.               |
| 216               | Daniel Oss (ITA)            | 87.               |
| 217               | Julien Simon (FRA)          | NP-5              |

| Trek-Segafredo TFS | Trek-Segafredo TFS           | Trek-Segafredo TFS |
| ------------------ | ---------------------------- | ------------------ |
| Num                | Ciclista                     | Pos                |
| 221                | Giulio Ciccone (ITA)         | 5.                 |
| 222                | Dario Cataldo (ITA)          | 64.                |
| 223                | Amanuel Gebrezgabihier (ERI) | 138.               |
| 224                | Markus Hoelgaard (NOR)       | 83.                |
| 225                | Quinn Simmons (USA)          | 72.                |
| 226                | Toms Skujiņš (LAT) (CRI)     | 39.                |
| 227                | Edward Theuns (BEL)          | 99.                |

| Tudor Pro Cycling Team TUD | Tudor Pro Cycling Team TUD     | Tudor Pro Cycling Team TUD |
| -------------------------- | ------------------------------ | -------------------------- |
| Num                        | Ciclista                       | Pos                        |
| 231                        | Sébastien Reichenbach (SUI)    | DNF-7                      |
| 232                        | Tom Bohli (SUI)                | 130.                       |
| 233                        | Lucas Eriksson (SWE) (estrada) | 97.                        |
| 234                        | Arthur Kluckers (LUX)          | 73.                        |
| 235                        | Simon Pellaud (SUI)            | 147.                       |
| 236                        | Roland Thalmann (SUI)          | 102.                       |
| 237                        | Yannis Voisard (SUI)           | 52.                        |

| UAE Team Emirates UAD | UAE Team Emirates UAD        | UAE Team Emirates UAD |
| --------------------- | ---------------------------- | --------------------- |
| Num                   | Ciclista                     | Pos                   |
| 241                   | Adam Yates (GBR)             | 11.                   |
| 242                   | George Bennett (NZL)         | 44.                   |
| 243                   | Alessandro Covi (ITA)        | DNF-6                 |
| 244                   | Davide Formolo (ITA)         | 35.                   |
| 245                   | João Almeida (POR) (estrada) | 2.                    |
| 246                   | Brandon McNulty (USA)        | 12.                   |
| 247                   | Juan Sebastián Molano (COL)  | 124.                  |

Convenções:
- AB-N: Abandono na etapa "N"
- FLT-N: Retiro por chegada fora do limite de tempo na etapa "N"
- NTS-N: Não tomou a saída para a etapa "N"
- DES-N: Desclassificado ou expulsado na etapa "N"

## UCI World Ranking
A Tirreno-Adriático outorgou pontos para o UCI World Ranking para corredores das equipas nas categorias UCI WorldTeam, UCI ProTeam e Continental. As seguintes tabelas são o barómetro de pontuação e os dez corredores que obtiveram mais pontos:
| Posição             | 1.º | 2.º | 3.º | 4.º | 5.º | 6.º | 7.º | 8.º | 9.º | 10.º | 11.º | 12.º | 13.º | 14.º | 15.º | 16.º-20.º | 21.º-30.º | 31.º-50.º | 51.º-55.º | 56.º-60.º |
| Classificação geral | 500 | 400 | 325 | 275 | 225 | 175 | 150 | 125 | 100 | 85   | 70   | 60   | 50   | 40   | 35   | 30        | 20        | 10        | 5         | 3         |
| Por etapa           | 60  | 40  | 30  | 25  | 20  | 15  | 10  | 8   | 5   | 2    |      |      |      |      |      |           |           |           |           |           |
| Líder               | 10  |     |     |     |     |     |     |     |     |      |      |      |      |      |      |           |           |           |           |           |

| Classificação |                    |                       |       |       |       |       |
| Posição       | Ciclista           | Equipa                | Geral | Etapa | Líder | Total |
| ------------- | ------------------ | --------------------- | ----- | ----- | ----- | ----- |
| 1.º           | Primož Roglič      | Jumbo-Visma           | 500   | 180   | 20    | 700   |
| 2.º           | João Almeida       | UAE Emirates          | 400   | 56    | -     | 456   |
| 3.º           | Tao Geoghegan Hart | Ineos Grenadiers      | 325   | 90    | -     | 415   |
| 4.º           | Lennard Kämna      | Bora-Hansgrohe        | 275   | 60    | 10    | 345   |
| 5.º           | Giulio Ciccone     | Trek-Segafredo        | 225   | 55    | -     | 280   |
| 6.º           | Enric Mas          | Movistar              | 175   | 40    | -     | 215   |
| 7.º           | Mikel Landa        | Bahrain Victorious    | 150   | 30    | -     | 180   |
| 8.º           | Jasper Philipsen   | Alpecin-Deceuninck    | -     | 160   | -     | 160   |
| 9.º           | Hugh Carthy        | EF Education-EasyPost | 125   | 12    | -     | 137   |
| 10.º          | Aleksandr Vlasov   | Bora-Hansgrohe        | 100   | 20    | -     | 120   |